# Homer M. Byington jr.
Homer Morrison Byington jr. (* 31. Mai 1908 in Neapel, Königreich Italien; † 1. November 1987 auf dem Atlantik) war ein US-amerikanischer Diplomat.

## Leben
Sein Vater, Homer M. Byington, war 47 Jahre lang im konsularischen Dienst der Vereinigten Staaten tätig. Byington absolvierte die Phillips Academy und das Yale College.
Er wurde 1946 für seine Verdienste als stellvertretender politischer Berater im Hauptquartier der Alliierten Streitkräfte für den Mittelmeerraum mit der Medal of Freedom ausgezeichnet. Er war von 1957 bis 1961 der erste amerikanische Botschafter im neuen unabhängigen Malaya, dem heutigen Malaysia. Nachdem er Malaya verlassen hatte, war er bis zu seiner Pensionierung Generalkonsul in Neapel. Sein Nachfolger als Botschafter wurde Charles F. Baldwin.
Er lebte zuletzt in Sotogrande, Spanien und starb im Alter von 79 Jahren an einem Herzinfarkt an Bord des norwegischen Kreuzfahrtschiffs Vistafjord im Atlantik. Er ist auf dem Saint Georges Cemetery in Saint Georges, New Castle County, Delaware, begraben.
Byington war mit Jane McHarg verheiratet und hatte einen Sohn, Homer M. Byington III.